# 2000 SU331
2000 SU331, também escrito como 2000 SU331, é um objeto transnetuniano que está em uma ressonância orbital de 2:5 com o planeta Netuno. Ele possui uma magnitude absoluta (H) de 9,5 e, tem um diâmetro estimado de cerca de 55 km.

## Descoberta
2000 SU331 foi descoberto no dia 23 de setembro de 2000 pelo astrônomo B. Gladman.

## Órbita
A órbita de 2000 SU331 tem uma excentricidade de 0,474 e possui um semieixo maior de 59,860 UA. O seu periélio leva o mesmo a uma distância de 31,515 UA em relação ao Sol e seu afélio a 88,205 UA.